# Unidad de Investigación de Políticas Científicas
La Departamento de Investigación en Políticas para la Ciencia (SPRU por las siglas en inglés Science Policy Research Unit) es un centro académico de la Universidad de Sussex en la ciudad de Brighton, Reino Unido. Fundada en 1966, SPRU se especializa en los estudios de la política y la gestión para la ciencia, la tecnología y la innovación. Fue llamada la Unidad de Investigación de Políticas Científicas, pero el nombre ha sido cambiado para reflejar la expansión de los intereses de investigación. Es la mayor institución de estudios de ciencia, tecnología e innovación (CTI) en el mundo.[cita requerida]
La investigación de SPRU se centra en profundizar en el conocimiento y el desarrollo de enfoques para la gobernanza de la ciencia, la tecnología y la innovación que el mundo académico que influenciarán a la academia, la formulación de políticas y la gestión. Los documentos de trabajo, libros y revistas electrónicos de los investigadores demuestran el enfoque interdisciplinario históricamente relacionada con SPRU.
SPRU se encuentra en el Centro Freeman, un edificio de arquitectura abierta y la biblioteca fue nombrada en honor a Keith Pavitt, donde se encuentran las publicaciones internas, así como otros 40.000 materiales relacionados con la ciencia, la tecnología y la innovación.

## Enseñanza
SPRU ofrece estudios de postgrado (MSc, MPhil, DPhil) en Tecnología y Gestión de la Innovación, Políticas Públicas para la Ciencia, Tecnología e Innovación y Ciencia y Tecnología para la Sustentabilidad.
Los académicos en SPRU son internacionales y multidisciplinares. Tienen conocimientos en economía, ciencias políticas, de negocios y administración, historia, filosofía, así como las ciencias naturales e ingeniería.

## Investigación

### Sistemas Científicos y Tecnológicos
- Reestructuración de los sistemas internacionales, nacionales y regionales de innovación.
- La medición y evaluación de la producción del conocimiento y la distribución.
- Ciencia y tecnología para el desarrollo en economías en globalización diversas.
- Los nuevos desarrollos en las relaciones universidad-industria-gobierno.
- Dinámicas de redes de los sistemas de investigación avanzada (por ejemplo, nano-ciencia, tecnologías de información y comunicación).
- La relación entre la investigación financiada con fondos públicos y el rendimiento económico.

### Innovación en la empresa y la industria
- Estrategia, estructura y dinámica de las empresas innovadoras y los sistemas industriales.
- Gestión de la capacidad de Innovación en las empresas, industrias y políticas públicas.
- Investigación y cambio tecnológico en las industrias de alta tecnología (por ejemplo, zonas de nanotecnología, la investigación biomédica y la tecnología de la información).[3]
- La comprensión y el aprovechamiento de la innovación de usuario y distribuida.
- Gestión de la incertidumbre en infraestructuras complejas integradas.
- Innovación en servicios.
- El papel de la propiedad intelectual.
- Integración de sistemas[4] para la gestión de productos y sistemas complejos.

### Gobierno y Sustentabilidad
- Las transiciones a futuros con energía sustentable (Grupo de Energía de Sussex).[5]
- Vías de tecnología global sostenible (Centro STEPS).[6]
- Políticas de control de armas de destrucción masiva (Programa Harvard Sussex).[7]
- La convergencia entre la previsión y la precaución en la regulación de riesgos.
- Marcos analíticos y de participación para evaluar las nuevas tecnologías.

### Áreas de Expansión
- Mejora de los indicadores de rendimiento científico, técnico y ambiental.
- La gestión de la innovación en las empresas, industrias y países.
- Desarrollo de formas prácticas para hacer frente a nuevos riesgos e incertidumbres.
- Nuevas perspectivas en sistemas biomédicos, especialmente genómica.[8]
- Las tecnologías emergentes (navegación por satélite y espacial, la biotecnología, la nanotecnología, etc).
- El papel de las redes en la innovación.[9]
- Economía evolutiva.
- La innovación financiera.[10]
- Ciencia y tecnología para el desarrollo.
- El emprendimiento en la ciencia y la tecnología[9]
- Economía del conocimiento.

### Métodos
- Técnicas cientométricas para analizar las tendencias en las patentes y publicaciones.
- Dinámicas industriales basadas en econometría.
- Estudios de casos comparativos.
- Análisis de decisión multicriterio.[11]
- previsión de Tecnología, originalmente desarrollado por SPRU.[11]
- metodología Q
- Talleres de Escenarios
- modelos basados en Agentes
- Encuestas
- paneles de ciudadano
- Estudios de casos
- análisis de Diversidad
- Método Delphi
- Evaluación del Impacto/Riesgo
- Análisis de Redes

## Gente Notable
- Daniele Archibugi
- Giovanni Dosi
- Christopher Freeman
- Marie Jahoda
- Mary Kaldor
- Richard R. Nelson
- Keith Pavitt
- Carlota Pérez
- Luc Soete